# Élections générales britanniques de 2024
Les élections générales britanniques de 2024 ont lieu le 4 juillet 2024 afin de renouveler pour cinq ans les 650 députés de la Chambre des communes du Royaume-Uni.
Après avoir largement remporté les précédentes élections en 2019, le Premier ministre conservateur Boris Johnson est conduit à la démission en juillet 2022 à la suite d'un important scandale politique. Son remplacement par Liz Truss, élue à la tête du Parti conservateur, intervient deux jours avant le décès de la reine Élisabeth II. Confrontée à une crise politique et économique déclenchée par la présentation de son budget, Liz Truss démissionne à son tour. Restée 49 jours en poste, son mandat devient le plus court d'un chef de gouvernement britannique. Rishi Sunak lui succède et devient Premier ministre le 25 octobre 2022. À sa demande, les élections sont convoquées le 22 mai pour le 4 juillet 2024, soit huit mois avant la date limite du 23 janvier 2025. Il s'agit ainsi des premières élections sous le règne du nouveau roi, Charles III.
Principal parti d'opposition dans le cadre d'un fort bipartisme, le Parti travailliste dirigé par Keir Starmer maintient depuis plus de deux ans une avance considérable dans les sondages d'opinions, menant les conservateurs de plus de vingt points.
Le scrutin donne aux travaillistes la majorité absolue écrasante avec 411 sièges, leur meilleur résultat depuis 2001. Ils retrouvent le pouvoir après 14 années dans l'opposition.
La défaite est sévère pour les conservateurs, qui chutent de moitié en suffrages et obtiennent le plus bas nombre de sièges de leur histoire. Les Libéraux-démocrates obtiennent 72 sièges ; le Parti national écossais en obtient 9 ; Reform UK en obtient 5 et son dirigeant, Nigel Farage, entre pour la première fois au Parlement ; le Parti vert obtient 4 sièges.
La disproportion entre le nombre de voix relativement faible obtenu par le vainqueur (moins de 34% des suffrages) et l'importance du nombre de sièges qu'il a gagné (63% des places de la Chambre des communes) font de ces élections les moins proportionnelles de l'histoire du pays et pose la question du manque de vraie représentativité du corps électoral et du mode de scrutin.
Keir Starmer succède le lendemain même à Rishi Sunak au poste de Premier ministre, et forme un nouveau gouvernement.

## Contexte

### Gouvernement Johnson

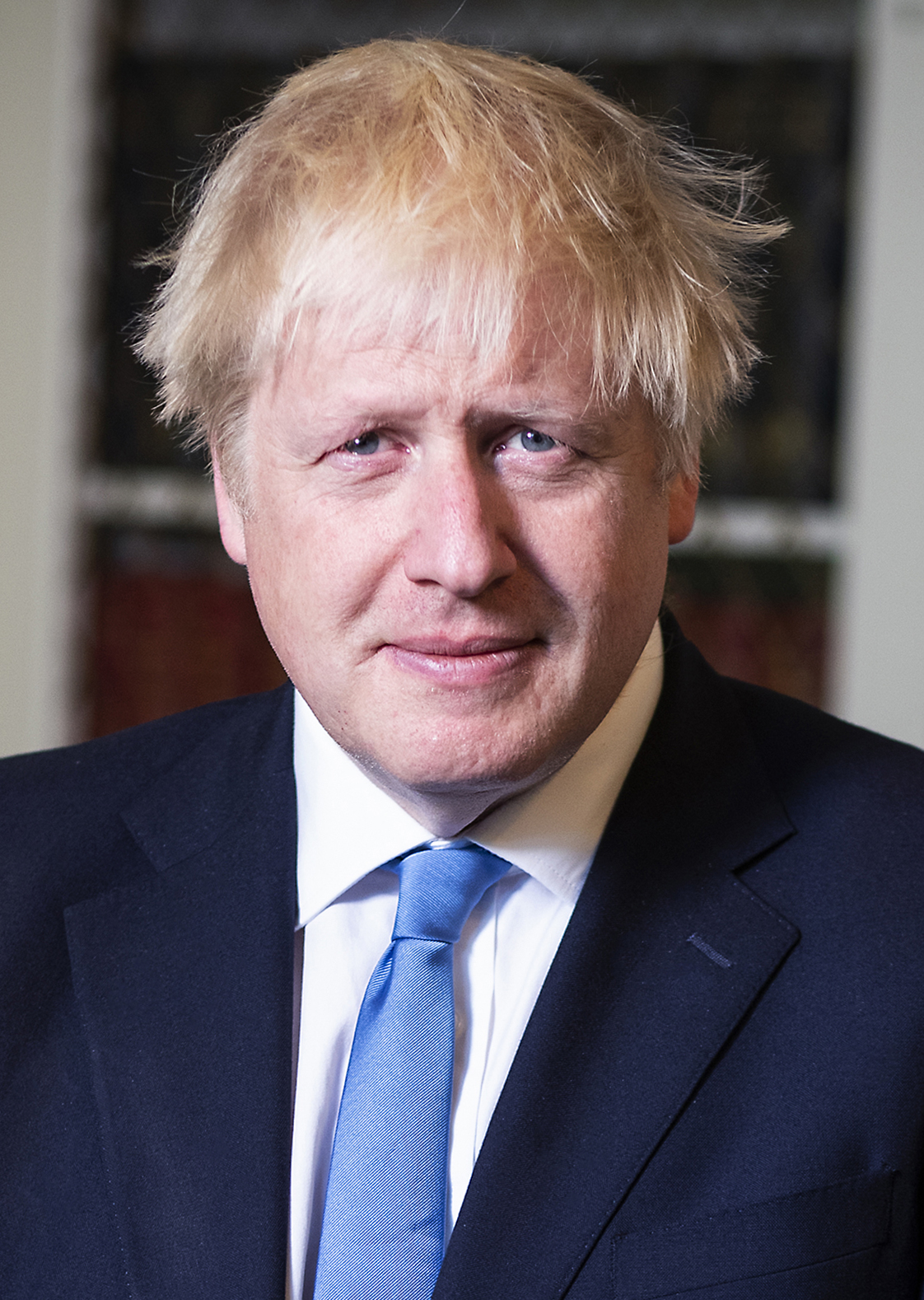
Boris Johnson.

Les élections générales de décembre 2019 avaient été convoquées de manière anticipée du fait de l'incapacité des Premiers ministres Theresa May puis Boris Johnson à faire voter leur accord de retrait du Royaume-Uni de l'Union européenne par le Parlement britannique,. Elles aboutissent à une victoire écrasante du Parti conservateur, qui passe d'une majorité relative des sièges à une importante majorité absolue. Les conservateurs enregistrent leurs meilleurs résultats depuis Margaret Thatcher en 1987,. Le Parti travailliste, partisan de l'organisation d'un second référendum sur la question de l'UE, recueille un nombre de sièges historiquement faible, deux ans après le succès de la première campagne menée par son dirigeant, Jeremy Corbyn. Il s'agit du pire résultat des travaillistes depuis 1935, ce qui conduit Jeremy Corbyn à annoncer sa démission de la tête du parti, où il est par la suite remplacé par Keir Starmer. L'ambiguïté de Jeremy Corbyn sur le Brexit et un programme très orienté à gauche sont avancés pour expliquer ce résultat. Le Parti conservateur est par ailleurs parvenu à conquérir les voix d'électeurs traditionnellement travaillistes, souvent d'anciens ouvriers favorables au Brexit et hostiles à l'immigration ; c'est particulièrement le cas dans le Nord-Est et le centre de l’Angleterre, avec des circonscriptions symboliques comme Workington, Blyth Valley ou Sedgefield, ancienne circonscription de Tony Blair.
Du côté des autres formations, les Libéraux-démocrates menés par Jo Swinson, qui faisaient campagne sur la promesse de l'annulation du Brexit, n'obtiennent pas un résultat à la hauteur de leurs espérances, tandis que le Parti national écossais conforte son hégémonie en Écosse, bien qu'en-deçà de son record de 2015. Jo Swinson prend acte des résultats de ces élections — qui la voit notamment perdre elle même son siège de députée dans la circonscription de Dunbartonshire Est au profit du Parti national écossais — en abandonnant la direction du parti. Elle est par la suite remplacée par Edward Davey. La dirigeante du SNP et Première ministre d'Écosse Nicola Sturgeon réitère tout au long de la législature son intention d'organiser un second référendum d'indépendance.
Pour la première fois, l'Irlande du Nord compte plus de parlementaires nationalistes qu'unionistes, malgré un total en voix inférieur à ces derniers,. Le DUP, qui s'était opposé à l'accord négocié par Boris Johnson avec l'UE, subit ainsi un revers, avec notamment la défaite de son numéro deux, Nigel Dodds. Les députés du Sinn Féin refusant historiquement de siéger au parlement britannique, la majorité absolue est de facto moins élevée, s'établissant après les élections à 320 sièges.
Les résultats du scrutin permettent à Boris Johnson d'entreprendre le retrait du Royaume-Uni de l'Union européenne dans les mois suivant les élections, sans devoir s'engager dans un nouveau bras de fer avec le Parlement. La sortie est effective le 31 janvier 2020. Boris Johnson est cependant conduit à la démission un peu moins de trois ans plus tard à la suite d'un scandale politique connu sous le nom de Partygate. Ayant organisé des rassemblements festifs illégaux au 10 Downing Street ainsi que dans divers ministères en 2020 et en 2021 avec des membres du gouvernement, alors que les autorités appliquent alors plusieurs restrictions sanitaires pour lutter contre la pandémie de Covid-19, le Premier ministre s'enfonce dans une série de mensonges, qu'il oblige les membres de son gouvernement à couvrir. Largement discrédité à la suite des révélations de ce scandale, Boris Johnson démissionne le 7 juillet 2022,,.

### Gouvernement Truss

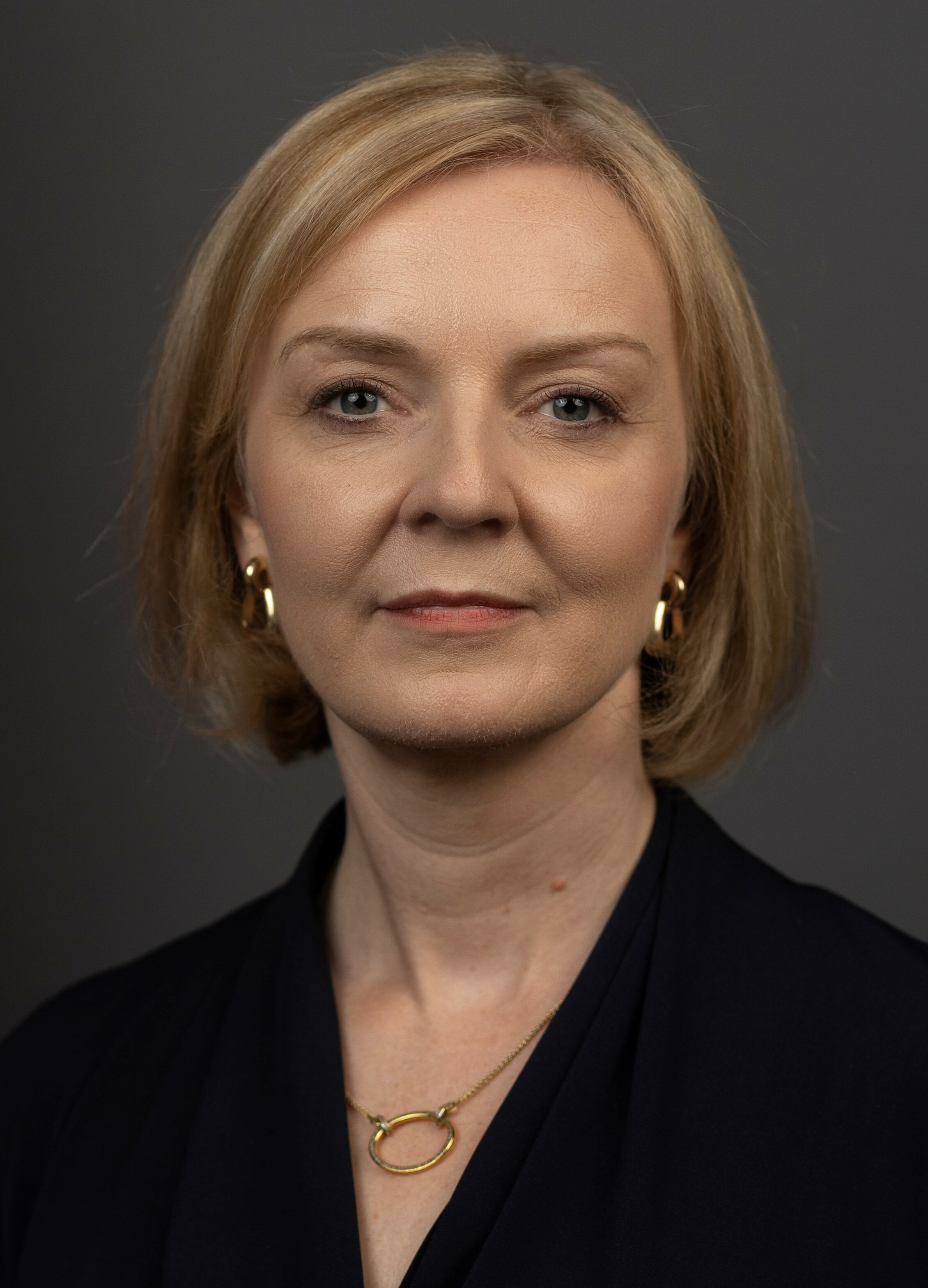
Liz Truss.

Johnson est remplacé par Liz Truss le 6 septembre suivant à la suite de son élection à la tête du parti conservateur. Son mandat débute avec la gestion de la mort et des funérailles de la reine Élisabeth II, décédée deux jours plus tard. Le 23 septembre, Liz Truss dévoile sa politique budgétaire, qui prévoit notamment des allègements d’impôts pour les très haut revenus à hauteur de 50 milliards d'euros ainsi qu'un allégement des taxes et de la réglementation sur les transactions immobilières et la suppression du plafond sur les bonus des banquiers.
Cette annonce, qui intervient dans un contexte de crise économique et énergétique couplées à une forte inflation, provoque la colère de la population ainsi que des réactions négatives chez les acteurs économiques tels que le Fonds monétaire international et les marchés financiers. La livre britannique chute à son plus bas niveau depuis mars 1985, à moins de 1,1 dollar, et les taux d'obligations d’État grimpent à un niveau record de 3,7 %.
Lizz Truss fait alors face à la chute spectaculaire du Parti conservateur dans les sondages d'opinion, qui voient le gouvernement battre des records d'impopularité avec un taux d'approbation de seulement 10 % à la mi-octobre. Une fronde de plus en plus importante s'étant formée au sein de son groupe parlementaire, provoquant une crise politique, Liz Truss finit par annoncer le 20 octobre 2022 sa démission de la direction du Parti conservateur, expliquant que « vu la situation, je ne peux pas remplir le mandat sur lequel j'ai été élue par le Parti conservateur ». Elle reste au poste de Premier ministre jusqu'à l'élection au sein du parti de son successeur, Rishi Sunak, qui devient Premier ministre le 25 octobre, soit le cinquième en six ans. Avec 49 jours en poste, Liz Truss établit ainsi le record du plus court mandat au 10 Downing Street, détenu depuis près de deux siècles par un autre conservateur, George Canning, mort en fonction,,,.

### Gouvernement Sunak

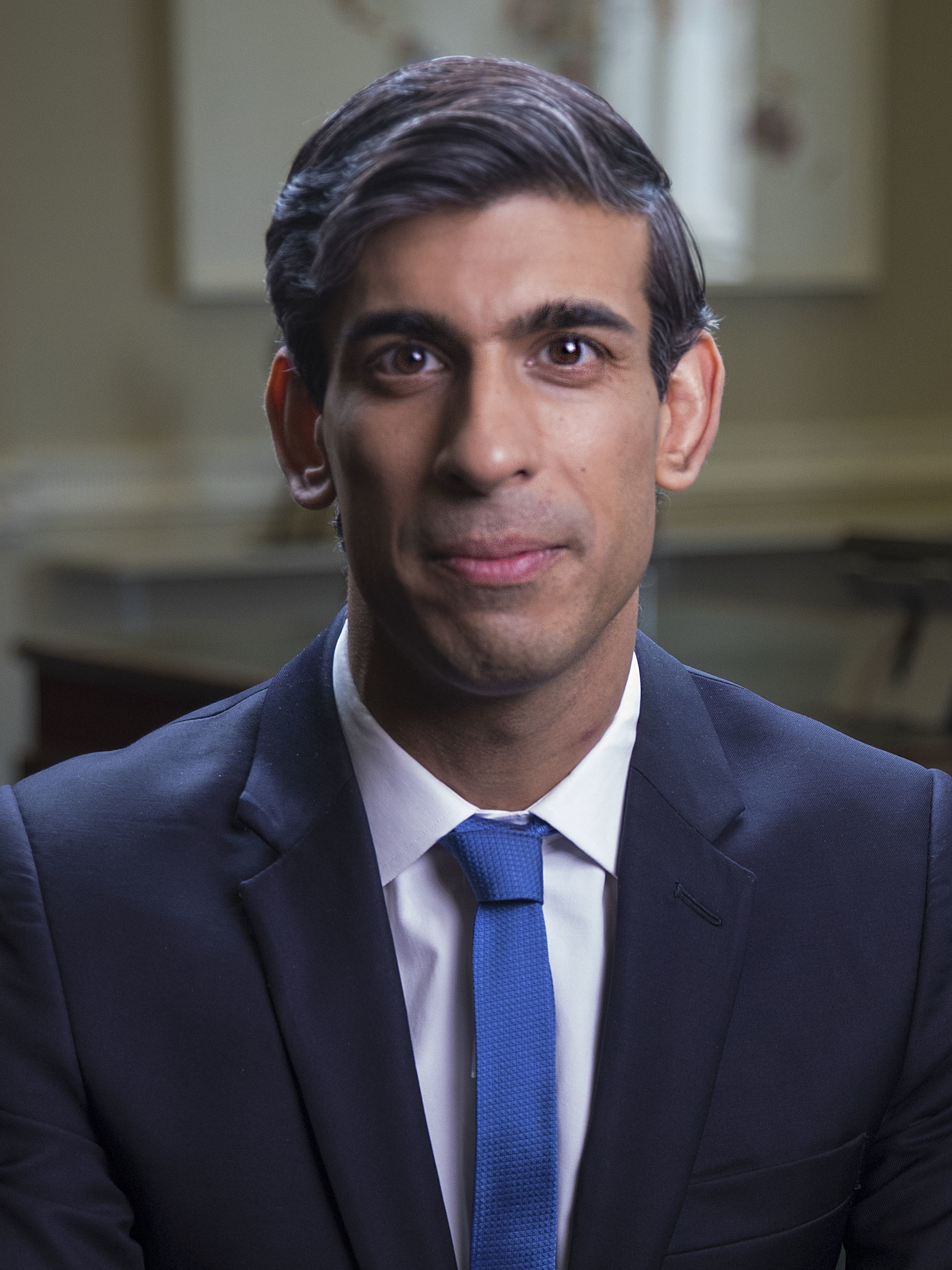
Rishi Sunak.

À sa prise de fonction, Rishi Sunak devient le plus jeune Premier ministre depuis deux siècles, le premier « non-Blanc » à occuper cette fonction ainsi que le premier chef de l'exécutif désigné par le roi Charles III depuis son accession au trône le 8 septembre 2022,.
Le Gouvernement Sunak procède notamment au vote courant avril 2024 d'un système très controversé de « sous-traitance » au Rwanda de l'accueil des personnes arrivés illégalement sur le sol britannique. Déclaré « pays sûr », ce pays africain se voit rémunéré à hauteur de 500 millions de livre sterling pour prendre en charge l'ensemble des immigrés clandestins, qui ne peuvent alors faire une demande d'asile qu'au Rwanda même, et non plus au Royaume-Uni. Voulu par le gouvernement comme un mécanisme destiné à tarir les flux migratoires illégaux, l'accord est vivement critiqué par les associations de défense des droits des migrants qui le jugent cruel, et soulignent les contradictions de ses termes avec la Convention européenne des droits de l’homme. Devenu la priorité de Rishi Sunak, l'accord devient un cheval de bataille des conservateurs en vue de rattraper l'important écart avec les travaillistes dans les sondages. Le gouvernement décide ainsi de le suspendre jusqu'aux résultats du scrutin, conditionnant de fait sa mise en oeuvre à une victoire aux élections. La question migratoire demeure en effet centrale dans les débats politiques à l'approche des futures élections.
Le Premier ministre poursuit par ailleurs la politique de soutien résolu à l'Ukraine dans le cadre de la guerre qui l'oppose à la Russie. En visite en Pologne courant avril, Rishi Sunak s'engage ainsi à verser une aide supplémentaire de 500 millions de livres et d'augmenter ses dépenses liées au secteur militaire,.
Après plusieurs élections partielles marquées par des défaites des candidats conservateurs au cours de l'année 2023, les élections locales organisées le 2 mai 2024 sont considérées comme un test électoral majeur avant les prochaines élections générales. Considérablement affaibli, le Parti conservateur du Premier ministre Rishi Sunak essuie une défaite face au Parti travailliste mené par Keir Starmer. Le parti perd ainsi le contrôle de plusieurs dizaines de conseils locaux, ainsi que d'un nouveau siège de député remis en jeu lors d'une élection partielle organisée le même jour,. Les résultats sont jugés susceptibles d'influencer la date d'organisation des élections générales, théoriquement prévues au plus tard le 28 janvier 2025,. Le scrutin est une lourde défaite pour le parti conservateur. Ce dernier perd près de 500 élus municipaux et essuie des reculs jusque dans des régions traditionnellement considérées comme ses fiefs électoraux, telle que la ville de Basildon, sous majorité conservatrice depuis des décennies, qui passe aux travaillistes. Les conservateurs perdent également leur majorité dans des villes telles que Blackpool et Hartlepool, anciens fiefs travaillistes ralliés aux conservateurs depuis le Brexit et les élections de 2019 sous le gouvernement de Boris Johnson.
Face à ce nouveau revers, Sunak annonce le 22 mai avoir demandé au roi la convocation des élections générales pour le 4 juillet 2024. Confronté à terme à une défaite certaine, le chef des conservateurs choisit ainsi de forcer les élections à un moment qu'il juge plus favorable, espérant capitaliser sur sa politique migratoire ainsi que la récente embellie économique, le Royaume-Uni étant sortie de la récession au premier trimestre 2024,. Le journal L'Humanité compare ce mouvement stratégique d'une campagne surprise et rapide à celui, couronné de succès, du président du gouvernement espagnol Pedro Sánchez au printemps 2023.

## Système électoral

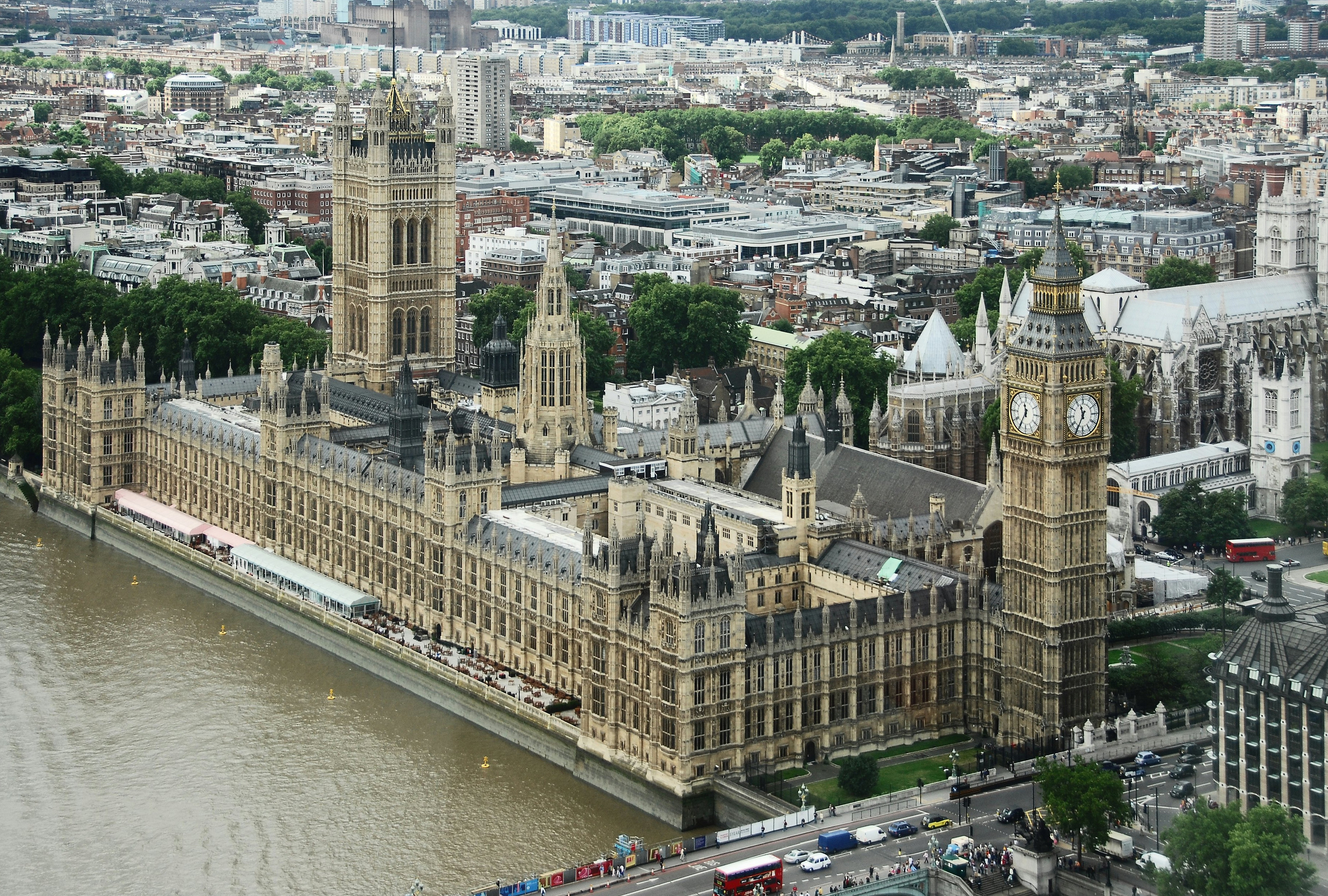
Le palais de Westminster à Londres, siège de la Chambre des communes.

### Modalités
La Chambre des communes est la chambre basse du Parlement bicaméral du Royaume-Uni. Elle est dotée de 650 sièges pourvus pour cinq ans au scrutin uninominal majoritaire à un tour dans autant de circonscriptions. Sur ces 650 sièges, 543 représentent l'Angleterre, 57 l’Écosse, 32 le pays de Galles et 18 l'Irlande du Nord. Dans chaque circonscription, le candidat ayant recueilli le plus de suffrages est élu.
Les élections interviennent quelques mois après la refonte des circonscriptions électorales sur la base du recensement de 2011, afin de prendre en compte les récents changements démographiques. Approuvé par le Conseil privé le 15 novembre 2023, le nouveau tracé conserve un nombre identique de 650 circonscriptions au niveau national. Il entre en vigueur deux semaines plus tard,. La nouvelle démographie avantage ainsi le Sud de l'Angleterre dont la population a augmenté par rapport au Nord, notamment en raison de la croissance démographique de Londres. Les régions de l'Angleterre du Nord-Ouest et du Nord-Est ainsi que des Midlands de l'Ouest perdent deux sièges chacune au profit de celles des Midlands de l'Est, de l'Angleterre de l'Est, du Sud-Ouest et du Sud-Est, qui en gagnent respectivement un, trois, trois et sept, tandis que le Grand Londres en gagne deux. Le changement avantage ainsi les conservateurs, traditionnellement plus implantés dans le sud, sans pour autant être susceptible de modifier l’issue du scrutin au vu du faible nombre de sièges concernés et de l'importante avance des travaillistes dans les sondages. En dehors de l'Angleterre, dont le total de sièges passe de 533 à 543, l’Écosse passe de 59 à 57 sièges, le Pays de Galles de 40 à 32 sièges, tandis que l'Irlande du Nord conserve 18 sièges,.

### Date
Depuis la réforme de 2022 abolissant le mandat fixe du Parlement, le Premier ministre britannique peut de nouveau dissoudre la Chambre des communes sur simple demande faite au souverain. La loi électorale dispose que la Chambre des communes est automatiquement dissoute le jour du cinquième anniversaire du jour où la législature s'est réunie pour la première fois. La législature sortante devait donc être dissoute au plus tard le 17 décembre 2024. Les élections devaient quant à elles avoir lieu au plus tard 25 jours ouvrables après la dissolution, soit le 23 janvier 2025,.

## Principales forces en présence
| Parti politique | Parti politique                                 | Positionnement                                                                                  | Dirigeant                     | Résultats en 2019           |
| --------------- | ----------------------------------------------- | ----------------------------------------------------------------------------------------------- | ----------------------------- | --------------------------- |
|                 | Parti conservateur Conservative Party           | Centre droit à droite Libéral-conservatisme, unionisme britannique, libéralisme économique      | Rishi Sunak                   | 43,63 % des voix 365 sièges |
|                 | Parti travailliste Labour Party                 | Centre gauche à gauche Socialisme démocratique, social-démocratie                               | Keir Starmer                  | 32,08 % des voix 202 sièges |
|                 | Libéraux-démocrates Liberal Democrats           | Centre à centre gauche Social-libéralisme, libéralisme, sécularisme, fédéralisme, europhilie    | Edward Davey                  | 11,55 % des voix 11 sièges  |
|                 | Parti national écossais Scottish National Party | Centre gauche Nationalisme, indépendantisme écossais, social-démocratie, europhilie             | John Swinney                  | 3,88 % des voix 48 sièges   |
|                 | Parti vert Green Party                          | Gauche Écologie politique, europhilie                                                           | Carla Denyer et Adrian Ramsay | 2,70 % des voix 1 siège     |
|                 | Reform UK                                       | Attrape-tout, droite à extrême droite Opposition à l'Union Européenne, conservatisme, populisme | Nigel Farage                  | 2,01 % des voix 0 siège     |

## Sondages

### Depuis les précédentes élections

Intentions de votes en vue des prochaines élections générales britanniques :

- Parti conservateur
- Parti travailliste
- Libéraux-démocrates
- SNP
- Verts
- Reform UK

### Rétrospective historique
Les sondages effectués en amont des élections n'offrent qu'une indication fragile sur l'issue du scrutin car le système utilisé est celui du scrutin uninominal majoritaire à un tour, qui amplifie « parfois considérablement le succès » du vainqueur en nombre de sièges, notamment depuis les années 1970, lorsque les résultats à deux chiffres d'autres formations telle celle des Libéraux-démocrates affaiblissent parfois encore plus le parti perdant.
Certains instituts ne sondent que de très larges échantillons : le 2 juin, Survation a estimé que les conservateurs n'auraient que 71 sièges contre 488 aux travaillistes, sur la base de 30 044 sondés), mais la veille une autre étude de YouGov sur 58 875 personnes estimait 140 sièges contre 422 aux travaillistes,. Chacun de ces deux écarts (282 sièges et 417 sièges) est très supérieur aux deux plus forts écarts en sièges jusqu'ici constatés depuis la seconde guerre mondiale : 179 en 1997 puis 167 en 2001, les deux fois en faveur du « New Labour » de Tony Blair. Ainsi, le sondage YouGov promet au Labour, en sièges, « la plus grande victoire de son histoire », ont rapporté le 1er juin Reuters et l'Agence France-Presse, « bien plus large que celle de Tony Blair en 1997 », obtenue après 18 ans dans l'opposition. Jusque-là sa plus grande victoire en sièges (418 sur 659) depuis 1945, elle avait cependant été acquise avec un pourcentage de voix inférieur à ceux de toutes les élections organisées de 1945 à 1966, y compris celles (1951, 1955, 1959) où les travaillistes avaient été battus et bien sûr aux meilleurs scores travaillistes en 80 ans, lors des victoires de 1945 (47,7 %), puis 1951 (48,8 %) et 1966 (47,9 %).
| % par année         | 1945 | 1950 | 1951 | 1955 | 1959 | 1964 | 1966 | 1970 | 02/1974 | 10/1974 | 1979 | 1983 | 1987 | 1992 | 1997 | 2001 | 2005 | 2010 | 2015 | 2017 | 2019 |
| Parti conservateur  | 39,7 | 43,3 | 48,0 | 49,6 | 49,4 | 43,3 | 41,9 | 46,4 | 37,8    | 35,7    | 43,9 | 42,4 | 42,2 | 41,9 | 30,7 | 31,7 | 32,3 | 36,1 | 36,8 | 42,4 | 43,6 |
| Parti travailliste  | 47,7 | 46,1 | 48,8 | 46,4 | 43,8 | 44,1 | 47,9 | 43,0 | 37,2    | 39,3    | 36,9 | 27,6 | 30,8 | 34,4 | 43,2 | 40,7 | 32,5 | 29,0 | 30,4 | 40,0 | 32,0 |
| Écart en sièges     | 146  | 5    | 17   | 60   | 100  | 4    | 96   | 30   | 34      | 3       | 43   | 144  | 102  | 21   | 179  | 167  | 66   | 157  | 98   | 55   | 163  |
| Libéraux-démocrates | 9    | 9,1  | 2,6  | 2,7  | 5,9  | 11,2 | 8,5  | 7,5  | 19,3    | 18,3    | 13,8 | 25,4 | 22,6 | 17,8 | 16,8 | 18,3 | 22   | 23,0 | 7,9  | 7,4  | 11,5 |

Les plus faibles scores du Parti conservateur en 80 ans ont eu lieu en 1997 (30,7 %), suivi par ceux de 2001 (31,7 %) et 2005 (32,5 %). Aucun sondage effectué en 2024 ne lui ont accordé 30 % ou plus, deux d'entre eux en juin le plaçant même sous les 20 %,, et la plupart prévoyant un résultat encore pire que 1997, pourtant sa « défaite la plus cuisante » depuis l'élection de 1906 où il avait été « écrasé » en n'obtenant que 157 sièges contre 400 pour les libéraux, soit un écart de 243 sièges, qui pourrait être dépassé en 2024. Sa défaite de 1906 consistait néanmoins en un écart en voix plus réduit qu'en 1997, de 5,4 points contre 12,5 points. Comme en 2024, il avait gagné en 1997 les trois élections précédentes, puis 4 des 7 scrutins du XXIe siècle, contre seulement la moitié de la quinzaine de scrutins (1955, 1959, 1970 et 1979, puis 1983, 1987 et 1992) organisés entre 1945 et 2000.

## Campagne
La campagne est fortement influencée par la défaite annoncée du Parti conservateur dans les sondages, qui donnent plus de vingt points d'avance au Parti travailliste. Après cinq Premiers ministres successifs en huit ans, les conservateurs accusent un retard tel qu'une victoire de leur part apparait très peu probable, tandis que les travaillistes se voient en passe de remporter une victoire historique, avec le plus grand nombre de sièges de leur histoire,.
La campagne est marquée par le désamour des Britanniques pour leurs dirigeants politiques et un très fort pessimisme, malgré une aspiration au changement. Selon un sondage effectué peu avant le scrutin, seuls 28 % de la population pense que l'économie va s'améliorer, contre 37 % qui pense qu'elle continuera à se dégrader. Le pays ne va également dans la bonne direction que pour 20 % d'entre eux, notamment du fait du Brexit, auquel une majorité de 53 % des sondés attribue un impact négatif. La défiance des électeurs rend ainsi incertain le taux de participation, provoquant l'inquiétude des travaillistes, dont les candidats de plusieurs circonscriptions demeurent au coude à coude avec ceux des conservateurs.
Les difficultés de la National Health Service (NHS) — le système de santé public entièrement gratuit financé par les impôts — font partie des premières préoccupations des électeurs avant l'économie, l'immigration et le logement. Le système peine en effet à se relever de la Pandémie de Covid-19 qui a fait grimper à 7,6 millions le nombre de soins en attente, contre 4,6 auparavant, du fait principalement d'un manque important de personnel. Déjà comptés en mois, les temps d'attentes des soins atteignent désormais parfois une année. Les deux principaux partis en lice, conservateur et travailliste, peinent à convaincre les électeurs de leur capacité à rétablir le système.
En cas de victoire, les principaux partis d'opposition, le Parti travailliste et les Libéraux-démocrates, s'engagent à mettre fin au Plan d'expulsion des demandeurs d’asile au Rwanda, mis en suspens par Rishi Sunak au lendemain de la convocation des élections,.

### Parti travailliste

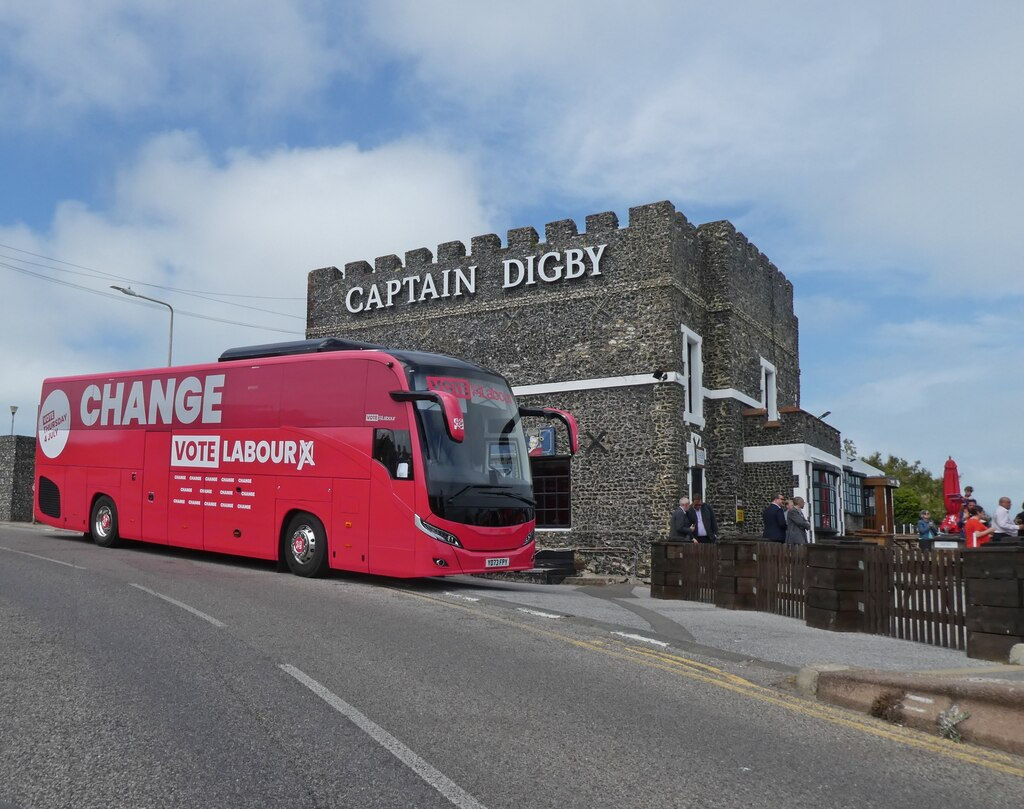
Bus de campagne du Parti travailliste à Thanet, dans le Kent le 20 juin 2024.

Grand favori pour devenir le prochain Premier ministre, Keir Starmer aborde le scrutin en ayant repositionné au centre le Parti travailliste. Il choisit ainsi d'orienter la campagne de ce dernier vers des thèmes habituellement dévolus aux conservateurs tels que le patriotisme, la loi et l'ordre, ou la limitation de l’immigration, plutôt que ceux plus traditionnels chez les travaillistes tels que les questions sociales, l'environnement ou la lutte contre les discriminations.
Une grande partie du programme de l'ère Corbyn — qui ne se voit lui même pas accordé l'investiture du parti dans sa circonscription, le contraignant à se présenter en indépendant — est en effet abandonné, dont les nationalisations, l'abolition des frais de scolarité à l'université, la revalorisation des aides sociales, et la réintroduction du plafonnement des bonus des banquiers. Le parti se rapproche des préoccupations des milieux d’affaires, faisant de la rigueur budgétaire et de la stabilité économique la « pierre angulaire » de son programme, et prend ses distances avec les syndicats. Les membres du cabinet fantôme présents à des piquets de grève ont notamment été limogés, tel le ministre fantôme des transports, Sam Tarry. Le parti reprend à son compte le programme du Parti conservateur sur la sécurité ou l'immigration, et les élus refusant la ligne socialement conservatrice de Keir Starmer sont à plusieurs reprises écartés des sélections pour les candidats à la députation en 2024.
Le Parti travailliste se distingue un temps par un plan d'investissement de 28 milliards de livres par an dans les technologies vertes, inspiré de l'Inflation Reduction Act de Joe Biden. Les objectifs du plan sont néanmoins rapidement revus à la baisse en raison des inquiétudes des marchés financiers. Le plan est d'abord repoussé en deuxième partie de mandat, avant d'être finalement abandonné en février 2024 afin de privilégier l’orthodoxie budgétaire,. L'écologie reste alors au second plan dans la campagne du Labour, Keir Starmer critiquant notamment les initiatives du maire de Londres Sadiq Khan sur la lutte contre la pollution automobile et dénonçant les actions du collectif Just Stop Oil, qui réclame sans succès qu'il promette l'arrêt de l'exploitation de pétrole en mer du nord. Le collectif est par la suite l'objet de condamnations unanimes de la part de la classe politique pour avoir recouvert de peinture orange le monument mégalithique de Stonehenge.

### Parti conservateur

Rishi Sunak annonçant les élections anticipées, avant les averses.

Déjà fortement affaibli, le parti conservateur fait en plus face à un scandale de paris en plein milieu de la campagne, une enquête étant ouverte pour déterminer si certains de ses membres ont bénéficié d'informations en interne pour effectuer des paris lucratifs sur la date de convocation des législatives.
Rishi Sunak se montre par ailleurs maladroit à plusieurs occasions lors de « gaffes » soulignées par ses opposants. Après avoir annoncé la convocation des élections anticipées sous une pluie battante et pour fond sonore "Things Can Only Get Better" — hymne de campagne des travaillistes lors de leur grande victoire de 1997 —, le Premier ministre décide notamment de se rendre à une interview plutôt que de rester aux commémorations du 80e du Débarquement de Normandie, où son absence est remarquée. La décision est jugée « inacceptable » par 65 % des Britanniques selon un sondage, et l'amène à s'excuser sur X le lendemain,. Rishi Sunak se rend par la suite au Musée du Titanic à Belfast, ce qui le conduit à être comparé par la journaliste l'interviewant au capitaine d'un bateau en perdition.
Confronté à la perspective d'un échec comparable ou pire encore que celui des élections de 1906, qui avaient vu les conservateurs tomber à 141 députés, la direction du parti prépare alors déjà l'après Sunak. L'orientation de plus en plus à droite du parti depuis l'ère centriste sous David Cameron amène notamment certains de ses responsables à envisager une alliance avec le Reform UK.

### Reform UK

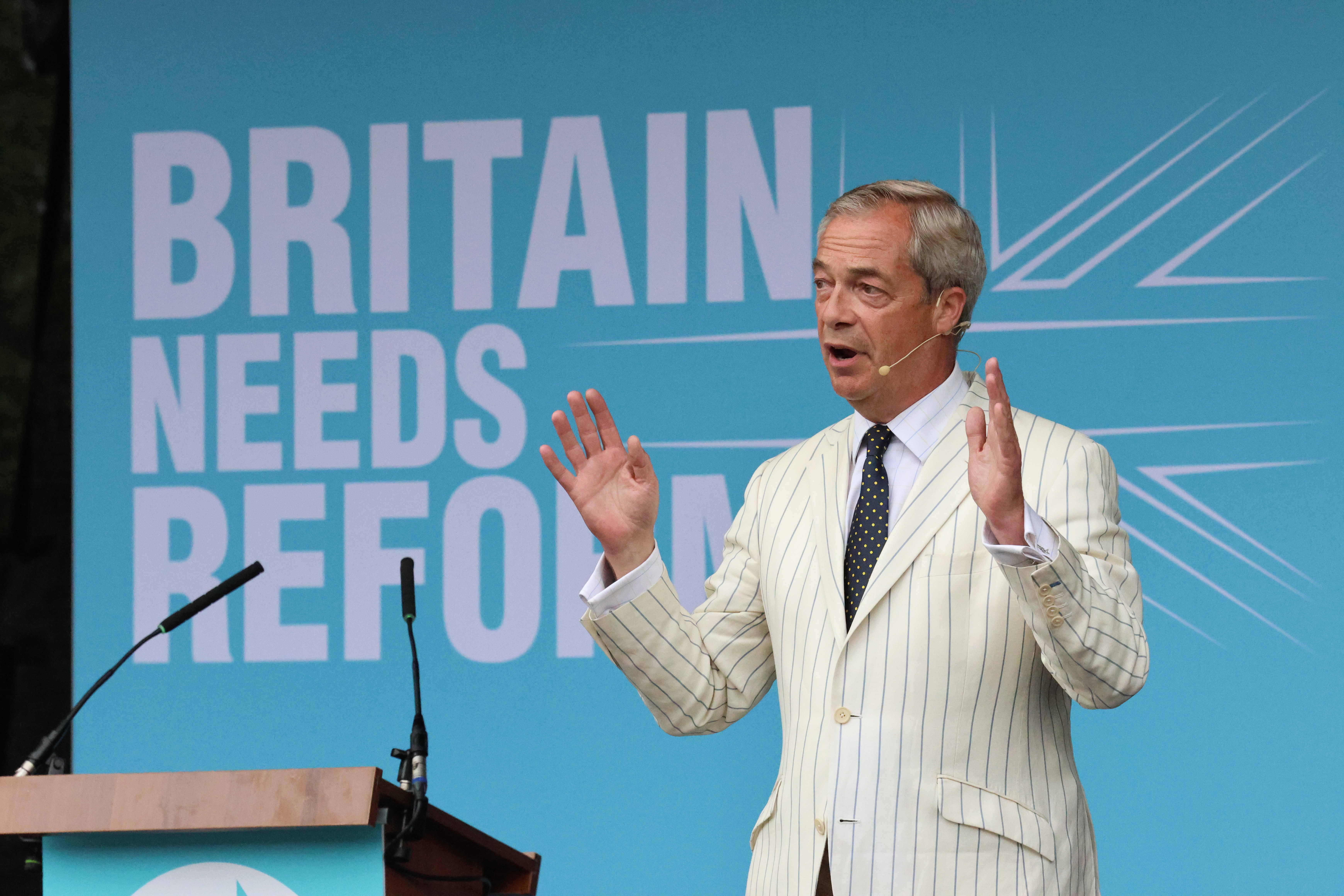
Nigel Farage en campagne dans le Devon le 26 juin 2024.

Nigel Farage annonce le 3 juin 2024 sa participation à la campagne à la tête du Reform UK. Bénéficiant de sondages favorables, ce dernier forme la seule véritable inconnue de la campagne, la victoire des travaillistes étant quant à elle assurée,. Le parti fait campagne sur des positions plus à droite en matière d'immigration et de politique fiscale ainsi que sur les questions culturelles. Sa montée dans les sondages autour de 20 % d'intentions de votes, conjuguée à l'effondrement du parti conservateur — qu'il dépasse même dans certains —, amène Farage à se déclarer « prêt à prendre la tête du centre droit » à l'issue d'une hypothétique fusion des deux partis.
Nigel Farage se retrouve cependant grévé par les déclarations racistes ou homophobes de membres de Reform UK, le forçant à les écarter publiquement, ainsi que par ses propres déclarations controversées dans lesquelles ils attribue à l'Occident la responsabilité de l'invasion de l'Ukraine par la Russie en ayant « provoquée » cette dernière. Ces propos pro-russes provoquent l'indignation de l'ensemble de la classe politique, qui met en lumière l'admiration portée par Farage au dirigeant russe,,.

### Principaux débats
Parmi les principaux grand débats, le premier oppose le 4 juin Rishi Sunak à Keir Starmer, soit le premier ministre sortant contre celui présenté comme le prochain. Suivi en moyenne par cinq millions de téléspectateurs — deux millions de moins que celui opposant Boris Johnson et Jeremy Corbyn en 2019 —, il est jugé comme ayant opposé « une paire de technocrates intelligents » et « travailleurs » mais « légèrement robotisés ». Il permet néanmoins à Rishi Sunak d'« arriver en force » dans la campagne, un sondage en temps réel ayant montré que 51 % des téléspectateurs l'ont perçu comme le vainqueur, contre 49 % pour son rival. Jugé « combatif » par le quotidien The Times, il parvient à mettre le Labour sur la défensive en matière de fiscalité, malgré un débat tournant à plusieurs reprises en une « farce » jugée « trop préparée ». L'issue du débat reste néanmoins serrée, le quotidien écossais Daily Record considère ainsi au contraire le travailliste comme le vainqueur.
Si le débat est dominé par les trois thèmes majeurs de la santé, la fiscalité et l'immigration, il est par ailleurs marqué par la question de l’animatrice de la chaîne de télévision ITV Julie Etchingham, qui leur demandent s’ils paieraient pour qu’un parent malade double la file d’attente pour un traitement médical. Si Sunak répond posément mais fermement « Oui », la question provoque la réponse indignée de Starmer : « Non, je n’utilise pas la santé privée », mais le National Health Service (NHS). Outre que la NHS constitue de longue date la fierté des travaillistes, la femme, la sœur et la mère de Starmer ont toutes travaillé dans le système de santé public britannique.
Les deux hommes s'affrontent pour la dernière fois lors du débat du 26 juin, qui les voit adopter des postures particulièrement offensives. Sur la question de la perte de confiance de la population envers ses élus, Starmer répond en fustigeant le bilan conservateur et en attaquant directement Sunak, dont il rappelle sa condamnation a payer pour non-respect des règles de confinement lors de la Pandémie de Covid-19. Jugeant que les députés pensent désormais principalement à ce qu'ils peuvent « obtenir pour eux-mêmes », le dirigeant travailliste promet de « réinitialiser » la politique pour la rendre à nouveau au service du public. En retour, le dirigeant conservateur accuse son adversaire de manquer d'intégrité en n'étant pas clair sur ses projets, notamment en matière fiscale, accusant ainsi Starmer de « ne pas être honnête sur ses projets d'augmenter les impôts ».
Défendant son projet de lutte contre l'immigration illégale via des expulsions vers le Rwanda, le Premier ministre sortant met par ailleurs en difficulté Keir Starmer en lui demandant de manière insistante ce qu'il compte faire à ce sujet, pointant l'imprécision de son programme en la matière. Confronté aux « Que feriez-vous ? Que feriez-vous ? C’est une question simple. » de Rishi Sunak, Starmer se contente d'affirmer vouloir s'attaquer aux « gangs » de passeurs et améliorer la gestion des demandes d'asiles pour renvoyer plus rapidement les déboutés.

## Résultats

### Au niveau national
|                          |                                        |            |       |       |        |               |  |  |  |
| Parti                    | Parti                                  | Votes      | %     | +/-   | Sièges | +/-           |  |  |  |
|                          | Parti travailliste                     | 9 708 716  | 33,70 | 1,62  | 411    | 209           |  |  |  |
|                          | Parti conservateur                     | 6 828 925  | 23,70 | 19,93 | 121    | 244           |  |  |  |
|                          | Reform UK                              | 4 117 620  | 14,29 | 12,28 | 5      | 5             |  |  |  |
|                          | Libéraux-démocrates                    | 3 519 143  | 12,22 | 0,67  | 72     | 61            |  |  |  |
|                          | Parti vert                             | 1 841 888  | 6,39  | 3,69  | 4      | 3             |  |  |  |
|                          | Parti national écossais                | 724 758    | 2,52  | 1,36  | 9      | 39            |  |  |  |
|                          | Sinn Féin                              | 210 891    | 0,73  | 0,16  | 7      | en stagnation |  |  |  |
|                          | Parti des travailleurs                 | 210 194    | 0,73  | Nv    | 0      | en stagnation |  |  |  |
|                          | Plaid Cymru                            | 194 811    | 0,68  | 0,20  | 4      | en stagnation |  |  |  |
|                          | Parti unioniste démocrate              | 172 058    | 0,60  | 0,16  | 5      | 3             |  |  |  |
|                          | Alliance                               | 117 191    | 0,40  | 0,02  | 1      | en stagnation |  |  |  |
|                          | Parti unioniste d'Ulster               | 94 779     | 0,33  | 0,04  | 1      | 1             |  |  |  |
|                          | Parti vert écossais                    | 92 685     | 0,32  | 0,23  | 0      | en stagnation |  |  |  |
|                          | Parti social-démocrate et travailliste | 86 861     | 0,30  | 0,07  | 2      | en stagnation |  |  |  |
|                          | Voix unioniste traditionnelle          | 48 685     | 0,17  | N/a   | 1      | 1             |  |  |  |
|                          | Parti social-démocrate                 | 33 811     | 0,12  | 0,11  | 0      | en stagnation |  |  |  |
|                          | Parti du Yorkshire                     | 17 227     | 0,06  | 0,03  | 0      | en stagnation |  |  |  |
|                          | Autres partis                          | 198 758    | 0,69  | –     | 0      | en stagnation |  |  |  |
|                          | Indépendants                           | 564 243    | 1,96  | 1,32  | 6      | 6             |  |  |  |
|                          | Président de la Chambre                | 25 238     | 0,09  | –     | 1      | en stagnation |  |  |  |
|                          |                                        |            |       |       |        |               |  |  |  |
| Votes valides            | Votes valides                          | 28 808 662 | 99,60 |       |        |               |  |  |  |
| Votes blancs et nuls     | Votes blancs et nuls                   | 116 063    | 0,40  |       |        |               |  |  |  |
| Total                    | Total                                  | 28 924 725 | 100   | –     | 650    | en stagnation |  |  |  |
| Abstentions              | Abstentions                            | 19 283 782 | 40,00 |       |        |               |  |  |  |
| Inscrits / participation | Inscrits / participation               | 48 208 507 | 60,00 |       |        |               |  |  |  |

### Cartes

Parti vainqueur par circonscription
Résultats par parti par circonscription
Résultats via une représentation des circonscriptions de même taille
Résultats en sièges par régions
Résultats en voix par régions

## Analyse et conséquences

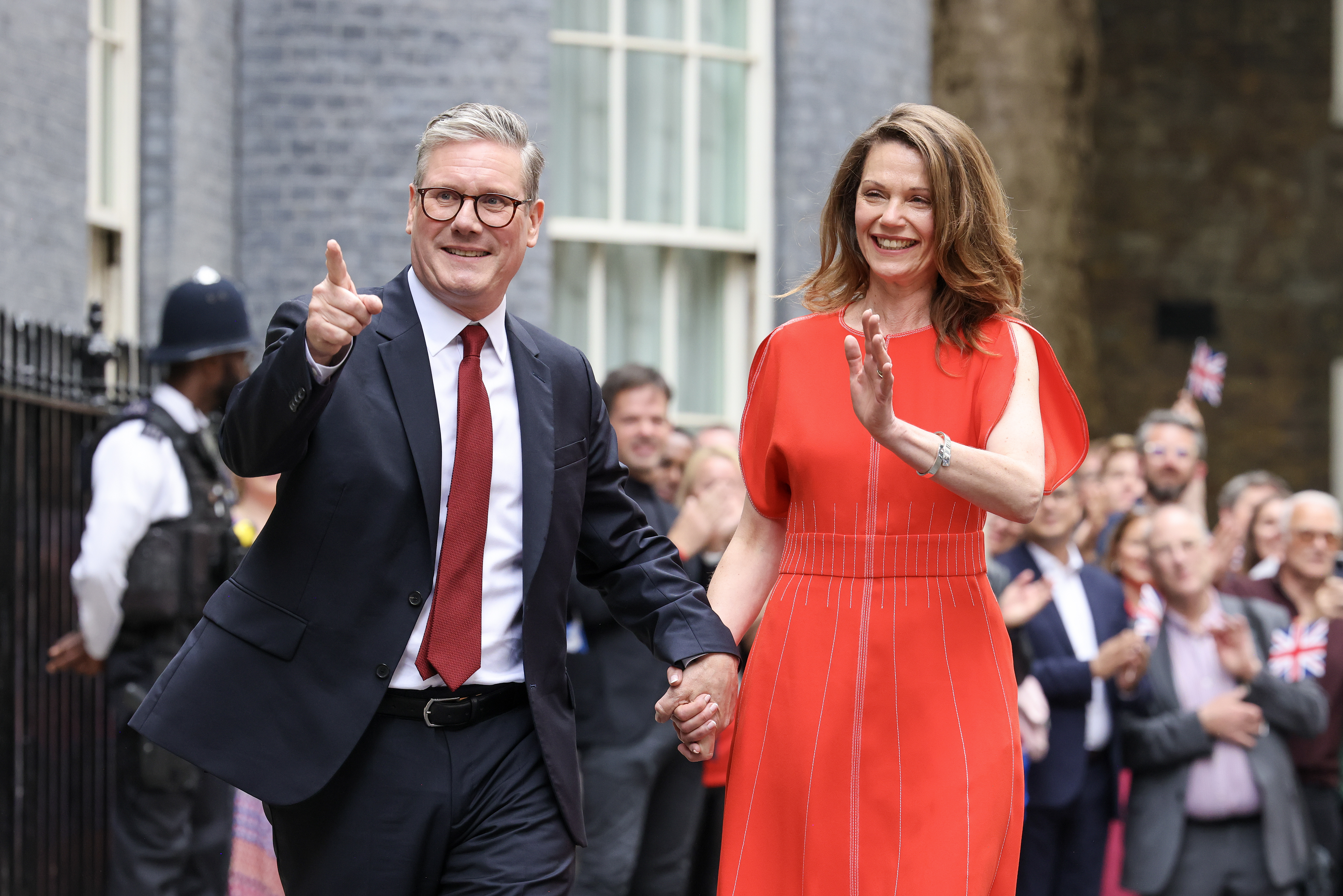
Keir Starmer avec sa femme devant le 10 Downing Street après sa nomination comme Premier ministre.

La participation s'établit à 60 %, soit son taux le plus bas depuis 2001, et le second depuis 1885. Comme attendu, le Parti travailliste remporte une victoire écrasante avec plus de 410 sièges sur 650, soit le second meilleur résultat de l'histoire du parti avec celui des élections de 1997. Le Parti conservateur sortant subit un important recul, avec à peine plus de 120 sièges, ce qui en fait son pire résultat depuis la création du parti en 1834,.
Rishi Sunak reconnait sa défaite au lendemain du scrutin et démissionne de son poste de Premier ministre. Le roi Charles III le remplace le jour même par Keir Starmer. Dans son premier discours devant le 10 Downing Street, ce dernier déclare vouloir « reconstruire » le pays.
Habituelle dans le pays du fait de l'utilisation du scrutin uninominal majoritaire à un tour, la disproportionnalité des résultats est particulièrement élevé en 2024, le parti travailliste réunissant 63 % des sièges avec 34 % des suffrages, tandis qu'à l'opposé, le parti Reform UK en obtient 0,8 % avec 14 % des suffrages. Les Libéraux démocrates obtiennent le meilleur résultat en sièges de leur histoire avec 11 % des 650 membres de la Chambre des représentants, et ce malgré une part des voix, 12 %, deux fois moins grande que lors des élections de 2010, qui les avaient en obtenir un peu moins de 9 % mais arriver au pouvoir en tant que partenaire minoritaire d'un gouvernement de coalition. La victoire des travaillistes intervient ainsi malgré des résultats dans les urnes bien inférieurs à ceux prévus dans les sondages. Alors même que leur nombre de siège constitue un record historique uniquement égalé par celui de 1997, les travaillistes obtiennent la victoire la plus faible de l'histoire moderne du pays en termes de part des suffrages, un paradoxe qui conduit à de nouvelles critiques du système électoral britannique, tandis que les travaillistes sont appelés à ne pas se montrer trop confiant face à une victoire en trompe-l'œil,,.
Deuxième grand perdant du scrutin, le Parti national écossais perd également un très grand nombre de siège, et se retrouve à son plus bas niveau depuis 2010.
Le parti Reform UK crée quant à lui la surprise en remportant plusieurs sièges, un résultat meilleur que celui attendu par les instituts de sondages. Son dirigeant Nigel Farage est notamment élu député à sa huitième tentative
S'ils stagnent en termes de suffrages, les Libéraux démocrates tirent également profit de l'affaiblissement des conservateurs et d'une campagne ciblée sur les 80 circonscriptions jugées les plus favorables. Ils parviennent ainsi à multiplier leur nombre de sièges, qui passe de 11 à 72.
Malgré l'absence des enjeux écologiques dans la campagne, le parti vert connait également une bonne progression, ses deux dirigeants étant notamment élus dans leurs circonscriptions respectives,.
Représentant de la circonscription d'Islington North depuis près de quarante ans, l'ancien dirigeant travailliste Jeremy Corbyn est quant à lui réélu dans cette dernière, où il réunit plus de 24 000 voix contre 16 000 au candidat travailliste.

### Sur le plan sociologique
|                                           |      |      |      |      |      |     |
| Total                                     | 35 % | 24 % | 15 % | 13 % | 7 %  | 7 % |
| Sexe                                      |      |      |      |      |      |     |
| Hommes                                    | 34 % | 23 % | 17 % | 12 % | 6 %  | 7 % |
| Femmes                                    | 35 % | 26 % | 12 % | 13 % | 8 %  | 6 % |
| Âge                                       |      |      |      |      |      |     |
| 18-24 ans                                 | 41 % | 8 %  | 9 %  | 16 % | 18 % | 8 % |
| 25-29 ans                                 | 45 % | 8 %  | 10 % | 16 % | 12 % | 8 % |
| 30-39 ans                                 | 46 % | 12 % | 11 % | 13 % | 10 % | 7 % |
| 40-49 ans                                 | 42 % | 17 % | 14 % | 13 % | 7 %  | 6 % |
| 50-59 ans                                 | 34 % | 24 % | 19 % | 11 % | 5 %  | 8 % |
| 60-69 ans                                 | 28 % | 33 % | 18 % | 11 % | 4 %  | 7 % |
| Plus de 70 ans                            | 20 % | 46 % | 15 % | 11 % | 3 %  | 5 % |
| Niveau d'études                           |      |      |      |      |      |     |
| Elevé (diplôme ou plus)                   | 42 % | 18 % | 8 %  | 15 % | 9 %  | 8 % |
| Moyen                                     | 32 % | 26 % | 16 % | 12 % | 7 %  | 7 % |
| Bas (GCSE ou inférieur)                   | 28 % | 31 % | 23 % | 9 %  | 4 %  | 5 % |
| Classes sociales                          |      |      |      |      |      |     |
| AB                                        | 36 % | 27 % | 10 % | 15 % | 7 %  | 6 % |
| C1                                        | 36 % | 23 % | 13 % | 13 % | 8 %  | 7 % |
| C2                                        | 32 % | 24 % | 20 % | 11 % | 6 %  | 7 % |
| DE                                        | 34 % | 23 % | 19 % | 10 % | 6 %  | 8 % |
| Revenus du ménage                         |      |      |      |      |      |     |
| Moins de 20 000 £                         | 33 % | 24 % | 17 % | 11 % | 8 %  | 7 % |
| 20 000-29 999 £                           | 32 % | 26 % | 17 % | 11 % | 6 %  | 8 % |
| 30 000-49 999 £                           | 34 % | 25 % | 15 % | 12 % | 7 %  | 7 % |
| 50 000-69 999 £                           | 40 % | 20 % | 14 % | 13 % | 7 %  | 6 % |
| Plus de 70 000 £                          | 40 % | 22 % | 10 % | 16 % | 6 %  | 5 % |
| Vote lors des élections générales de 2019 |      |      |      |      |      |     |
| Conservateurs                             | 10 % | 53 % | 25 % | 7 %  | 2 %  | 3 % |
| Travaillistes                             | 71 % | 2 %  | 3 %  | 8 %  | 10 % | 5 % |
| Libéraux-démocrates                       | 30 % | 10 % | 2 %  | 49 % | 5 %  | 3 % |
| Vote lors du référendum de 2016           |      |      |      |      |      |     |
| Remain (Rester)                           | 47 % | 16 % | 3 %  | 17 % | 8 %  | 8 % |
| Leave (Quitter)                           | 19 % | 37 % | 28 % | 7 %  | 3 %  | 5 % |